# Trương Đăng Quế
Trương Đăng Quế (chữ Hán: 張登桂, 1793-1865), tự: Diên Phương, hiệu: Đoan Trai, biệt hiệu: Quảng Khê; là danh thần trải 4 triều Gia Long, Minh Mạng, Thiệu Trị và Tự Đức trong lịch sử Việt Nam. Trong 43 năm làm quan, có 20 năm ông giữ trọng trách lớn (có hai lần nhận di chiếu tôn phò vua mới). Ngoài ra, ông còn là nhà thơ, nhà sử học, là thầy học của vua Thiệu Trị và một số quý tộc nổi tiếng khác, trong đó có Tùng Thiện Vương và Tuy Lý Vương.
Ông thi đỗ hương tiến khoa Kỷ Mão (1819) và là người khai khoa của phủ Quảng Ngãi, nay là tỉnh Quảng Ngãi. Cháu nội của ông là Trương Đăng Trình, trở thành người đỗ tiến sĩ nho học đầu tiên của tỉnh Quảng Ngãi. Hậu duệ của ông 2 đời được Nhà Nguyễn gả công chúa, con trai trưởng Trương Quang Trụ lấy An Mỹ công chúa Huy Nhu (con vua Thiệu Trị), con của Quang Trụ và Huy Nhu là Trương Quang Chử lấy Phúc Lâm Công chúa Nhàn Gia (con vua Dục Đức)..

## Thân thế
Trương Đăng Quế sinh ngày 1 tháng 11 năm Quý Sửu (1793) tại làng Mỹ Khê, huyện Bình Sơn (nay thuộc xã Tịnh Khê, Thành phố Quảng Ngãi, tỉnh Quảng Ngãi .
Tiên tổ của ông là người huyện Thạch Hà, tỉnh Hà Tĩnh. Năm Lê Hy Tông thứ 10 (1622), tổ đời thứ sáu là Trương Đăng Trường vào Nam, làm quan đến Cai quản, tước Nham Lĩnh bá. Nhân thế, ông Trường làm nhà ở tại làng Mỹ Khê.
Trải qua bốn đời truyền nối làm quan, đến đời cha ông Quế là Trương Đăng Phác, làm Tri phủ cho triều Tây Sơn. Vợ ông Phác là bà Đỗ Thị Thiết, sinh hạ được 8 người con (4 trai, 4 gái), trong đó Trương Đăng Quế là người con thứ 5.

## Sự nghiệp

### Làm quan trải bốn triều
Thuở nhỏ, Trương Đăng Quế có tiếng văn hay. Năm 1801, khi ông lên tám tuổi thì cha mất. Tuy nhiên, nhờ chăm học nên đến năm Gia Long thứ 18 (Kỷ Mão, 1819), ông đỗ Hương tiến (tức Cử nhân, là học vị cao nhất lúc bấy giờ). Theo sử Nguyễn thì ông chính là người đầu tiên ở Quảng Ngãi đạt được học vị này .

#### Dưới triềuGia Long,Minh Mạng
Ban đầu, ông được bổ làm Hành tẩu bộ Lễ dưới triều Gia Long. Năm Minh Mạng thứ nhất (1820), ông được thăng Biên tu. Tháng 5 (âm lịch) năm đó, nhà vua sai Thượng thư bộ Hộ Nguyễn Hữu Thận lựa người nào học hạnh thuần cẩn, sung làm Hoàng tử trực học để dạy các hoàng tử. Trương Đăng Quế, Doãn Văn Xuân và Ngô Hữu Vĩ liền được cử lên và được dùng.
Sau đó, ông lần lượt trải các chức: Thị độc sung Tán Thiện (1826), Thượng bảo thiếu khanh quản lý phòng văn thư (1828), Thị lang bộ Công sung làm việc ở Nội các (1830); lại đổi sang bộ Lễ sung chức khảo trong kỳ xét hạch giáo chức các tỉnh tại Quốc Tử Giám ở Huế (tháng 6 năm 1830).
Năm 1831, vua Minh Mạng sai ông đi Bắc Thành điểm ngạch sổ binh, khi về được nhắc lên Tham tri bộ Hộ kiêm quản Vũ khố, sung chức Độc quyển thi trong kỳ thi Đình. Tiếp theo, thăng ông lên làm Thượng thư bộ Binh, kiêm giữ ấn triện viện Đô sát, sung Cơ mật viện đại thần.
Năm 1833, Lê Văn Khôi khởi binh chống Nguyễn ở Gia Định. Là Thượng thư bộ Binh, Trương Đăng Quế lo trù tính phương cách đối phó. Đến tháng 7 năm 1835, cuộc nổi dậy này bị đánh dẹp, xét công, ông được thưởng hàm Thái tử thiếu bảo, sung Chủ khảo kỳ thi Hội.
Đầu năm 1836, nhà vua chọn ông làm Kinh lược đại thần đi kinh lý 6 tỉnh Nam Kỳ. Hoàn thành tốt công việc, ông được khen và được thăng Hiệp biện Đại học sĩ, sung Cơ mật viện, nhưng vẫn coi giữ bộ Binh.
Khoảng thời gian ấy có Quách Tất Công và Quách Tất Tại, sau khi bị đánh thua trong cuộc nổi dậy của Lê Duy Lương ở vùng Hòa Bình, lại tôn phò Lê Duy Hiển khởi binh chống Nguyễn ở Thanh Hóa. Quan quân đánh dẹp mãi không xong. Thấy vậy, Trương Đăng Quế bèn xin đi, được vua sung chức Kinh lược sứ tỉnh Thanh Hóa (cuối năm 1836). Thắng trận trở về, ông được gia thưởng Kỷ lục quân công (1837). Cũng trong năm này, ông được cử quản lý Khâm thiên giám.
Năm 1838, cho ông kiêm coi Quốc tử giám ở Huế, lại sung làm Chủ khảo kỳ thi Hội và Độc quyển kỳ thi Đình.
Năm 1839, tấn phong ông là Tuy Thịnh nam, sau lại kiêm giữ ấn triện bộ Lễ.
Năm 1840, sung ông chức Tổng lý coi việc làm lăng của vua. Cũng trong năm này, ông nhận di chiếu của vua Minh Mạng tôn phò Nguyễn Phúc Miên Tông (tức vua Thiệu Trị) lên ngôi.

Năm 1841, tháng giêng, vua Minh Mạng đau nặng. Sách Đại Nam Thực Lục do các sử quan triều Nguyễn ghi chép đã thuật lại sự tình:
Ngày ất Hợi, vua bị ốm, ngày Giáp Thân bệnh rất kịch. Cho vời hoàng tử, các thân công và Cơ mật viện đại thần là Trương Đăng Quế vào hầu. Bèn sai Đăng Quế cầm nến đến trước giường vua nằm, dụ rằng : "Hoàng tử là Trường Khánh công lấy về ngôi thứ là hàng trưởng, lấy về đức, về tuổi, nên nối ngôi lớn. Ngươi nên hết lòng hết sức giúp rập, hễ việc gì chưa hợp lẽ, ngươi nên dẫn lời nói của ta mà can gián : Ngươi trông mặt ta, nên ghi nhớ lấy". Lại ngoảnh trông hoàng trưởng tử là Trường Khánh công, cầm lấy tay trối trăng rằng : "Trương Đăng Quế thờ ta đến nay là 21 năm, trọn đạo làm tôi, một lòng công trung, bày mưu dưới trướng, ra sức giúp việc ngoài biên, thực là một người công thần kỳ cựu của triều đình, ngươi nên đãi ngộ một cách ưu hậu, hễ nói gì phải nghe, bày mưu kế gì phải theo, ngày sau có thể được theo thờ vào nhà Thế thất"(Thế Thất : tức là Tôn miếu)

#### Dưới triềuThiệu Trị
Thiệu Trị năm đầu (1841), nhà vua chuẩn cho Trương Đăng Quế làm Văn Minh điện Đại học sĩ, gia hàm Thái bảo, quản lý bộ Binh, kiêm Cơ mật viện, kiêm sung chức Tổng tài ở Quốc sử quán.
Năm 1842, nhà vua đi tuần ra Bắc, sung ông làm Ngự tiền đại thần. Khi về, nhà vua tấn phong cho ông tước tử, và thưởng một đồng kim tiền hạng nhất.
Năm 1844, vì có bệnh, Trương Đăng Quế xin phép nghỉ. Trong khoảng thời gian này, ông xin bổ dùng con cháu của Mạc Thiên Tứ, được vua nghe theo.
Năm 1846, nhà vua gả con gái là An Mỹ công chúa cho con trai ông là Trương Đăng Trụ.
Năm 1847, vua Thiệu Trị tấn phong Trương Đăng Quế lên tước Tuy Thạnh bá, và cho khắc tên vào cỗ súng lớn có tên là "Bảo đại định công" (cỗ thứ nhất). Tháng 9 năm này, lại sung ông làm Phụ chính đại thần, nhận di chiếu tôn phò Nguyễn Phúc Hồng Nhậm (tức Tự Đức) lên kế vị.

#### Dưới triềuTự Đức
Sau khi lên ngôi, Tự Đức phong ông làm Cần chánh điện đại học sĩ, tấn phong tước Tuy Thạnh Quận công. Năm Tự Đức thứ 2 (1849), bắt đầu đặt viện Tập hiền, Trương Đăng Quế được cử làm Kinh diên giảng quan.
Tháng Giêng năm sau (1850), ông nhận mệnh đi duyệt binh. Kỳ đại kế  năm ấy, ông được vua ban thưởng một kim khánh có khắc 4 chữ "Tam Triều Thạc Phụ".
Năm 1853, nhà vua lại sung ông làm Chánh sứ Bắc Kỳ hà đê. Sau khi đi kinh lý miền Bắc trở về, đề xuất việc sửa sang đê điều, đều được nhà vua nghe theo. Sau đó, lấy cớ sức yếu, ông xin thôi việc, được vua chấp thuận và cho giữ nguyên phẩm hàm. Nhưng chỉ được ít lâu, thuận theo lời tâu của các quan đứng đầu sáu bộ, nhà vua lại triệu ông vào triều tiếp tục giữ bộ Binh. Năm 1855, Trương Đăng Quế xin về hưu, nhưng nhà vua không cho.
Tháng 7 (âm lịch) năm 1858, có 12 chiếc tàu Pháp đến bắn phá các bảo đài ở cửa Hàn (Đà Nẵng, lúc bấy giờ thuộc tỉnh Quảng Nam). Theo sử Nguyễn, buổi đầu ông cùng Phan Thanh Giản đều tâu là "chiến không bằng hòa". Tuy nhiên theo ông Quế, thì trước khi hòa, "cần phải giữ vững đã". 
Được vua cho là phải, sau đó ông nhận lệnh đi khắp Quảng Nam đôn đốc việc xây đắp đồn lũy để phòng thủ...
Sau khi bị ngăn cản ở Đà Nẵng, quân Pháp kéo vào Nam, đến tháng 2 năm 1859, thì thành Gia Định bị đối phương đánh hạ. Thấy quân xâm lược cứ lấn tới, mà mình thì đã già mà không thể làm tròn trọng trách nên tháng 9 (âm lịch) năm 1860, Trương Đăng Quế xin về nghỉ. Trích lời tâu của ông: 
Từ người Tây dương (chỉ quân Pháp) sang đây đã 3 năm nay, thần ê mặt với các quan trong triều, vì không thi thố được một kế nào để đuổi chúng lui, thì tội (của thần) tránh sao được...(Nay thần) lại bóng dâu gần ngã, tật bệnh liên miên, hầu như sắp chết, nghĩ thẹn vì cố giữ địa vị...
Lần này, nhà vua cho ông về nhà riêng dưỡng bệnh, 10 ngày hoặc 5 ngày mới phải vào chầu một lần .
Năm Tự Đức thứ 15 (1862), Trương Đăng Quế lại dâng sớ xin về nghỉ hưu. Theo lời bàn của đình thần, nhà vua cho ông thôi giữ bộ Binh, vì ở đó lúc này rất nhiều việc. Trương Đăng Quế lại dâng sớ xin giáng hàm Thượng thư và bỏ tước Quận công, vì để cho "bốn cõi nhiều loạn, là sự nhục của khanh đại phu, là không làm tròn chức vụ của thần". Vua không chuẩn cho. Trương Đăng Quế lại dâng sớ nói: Thần không có kế gì để đẩy lui được giặc, nay xin đem một nửa số lương bổng (của thần) lưu lại ở kho để giúp quân phí...Nhà vua phải gượng làm theo ý ấy 
Sau, Trương Đăng Quế còn dâng sớ xin về hưu mấy lần nữa, vua Tự Đức mới thuận cho ông về nghỉ hẳn tại quê nhà vào tháng 3 (âm lịch) năm 1863. Mặc dù vậy, khi có việc hệ trọng, nhà vua cũng thường cử người đi hỏi ý kiến ông. Có lần, được nhà vua hỏi về việc nước, ông gửi sớ tâu 5 điều, trong đó đáng chú ý là: "Đường lối trị nước, cần ở dùng người, nhất là quan lại cấp huyện; Muốn quan thanh liêm, không gì bằng bớt viên chức đi, mà tăng lương bổng; Của dùng thiếu, tùy theo trường hợp, có thể cho phạm nhân được nộp thóc hay vàng chuộc tội",...Sớ tâu này được vua giao cho đình thần bàn bạc để thi hành .
Tháng 2 (âm lịch) năm Ất Sửu (1865), Trương Đăng Quế lâm bệnh nặng mất ở tuổi 72. Nghe tin, nhà vua cho nghỉ triều 3 ngày, truy tặng ông hàm Thái sư, ban tên thụy là Văn Lượng, cho khắc trên bia mộ dòng chữ: Lưỡng triều cố mệnh lương thần Trương Văn Lượng chi mộ (nghĩa là mộ của bề tôi giỏi chịu mệnh tiên đế phó thác qua hai triều là Trương Văn Lượng).
Năm Tự Đức thứ 28 (1875), nhà vua cho thờ ông trong Thế miếu tại Huế, theo lời dụ trước đây của vua Thiệu Trị.

## Công lao nổi bật

### Đóng góp cho văn học, sử học
Vốn có một kiến thức uyên bác, một tâm hồn nhạy cảm và yêu thơ nên đi đến đâu ông cũng để lại nhiều bài thơ, được sử Nguyễn khen là "bình hòa điển nhã", được Phan Thanh Giản khen là: "Không có sách nào là ngài không đọc, lại sở trường thơ ca" . Ông có chân trong Tùng Vân thi xã (còn gọi là Mặc Vân thi xã) do Tùng Thiện Vương (là học trò và là con rể ông) làm "chủ súy".
Sáng tác của Trương Đăng Quế khá nhiều, tiêu biểu là các tập:
- Quảng Khê văn tập (Tập văn Quảng Khê)
- Trương Quảng Khê thi văn (Thơ văn Trương Quảng Khê)
- Trương Quảng Khê tiên sinh tập tự (Tuyển tập của tiên sinh Trương Quảng Khê)

Khi làm Tổng tài ở sử quán, ông tham gia biên soạn các bộ sử và điển lệ:
- Đại Nam liệt truyện tiền biên (Truyện các nhân vật nước Đại Nam, phần tiền biên)
- Đại Nam thực lục tiền biên (Ghi chép xác thực sử nước Đại Nam, phần tiền biên)
- Đại Nam hội điển toát yếu (Tóm lược những điều cốt yếu của điển lệ nước Đại Nam)
- Nam Giao nhạc chương (Âm nhạc lễ Nam Giao),...

Ngoài ra, thơ văn của ông còn được chép trong các sách: Đại Nam anh nhã tiền biên (Lời hay ý nhã của nước Đại Nam, phần tiền biên), Quốc triều hàn quyển (Vườn văn của bản triều), Thi tấu hợp biên (Hợp biên các bài thơ và tấu), Thịnh thế giai văn tập (Tập văn hay đời thịnh), Thúy Sơn thi tập (Tập thơ về núi Thúy Sơn), Từ uyển xuân hoa (Hoa xuân vườn văn),v.v...
Nói riêng về thơ Trương Đăng Quế, trong sách Từ điển văn học (bộ mới) có đoạn viết:
Thơ ông khoan hòa, diễn nhã...Phần nhiều là thơ xướng họa, đáp tặng, vịnh sử, vịnh cảnh...Nhưng trước hết thơ ông vẫn là tiếng nói trung hậu, ngay thẳng của một bậc đại thần danh vọng cả về tài năng và nhân cách .

### Lập địa bạ, đinh bạNam Kỳnăm1836
Đầu năm 1836, vua Minh Mạng cho là sáu tỉnh Nam Kỳ, sau khi xảy ra sự biến thành Phiên An, việc binh đinh, điền thổ cần phải sửa sang nên chọn Trương Đăng Quế làm Kinh lược đại thần đi kinh lý Nam Kỳ, và ông đã đến Sài Gòn ngày 24 tháng 2 năm đó.
Theo nhà nghiên cứu Nguyễn Đình Đầu, thì chỉ trong 5 tháng, Trương Đăng Quế đã hoàn tất mọi việc, và thành công nhất là công tác duyệt tuyển và đạc điền. Ông viết:
Cuộc kinh lý năm 1836 đã giải quyết nhiều việc như duyệt dân tuyển lính, thanh lọc hàng ngũ quan lại, xếp đặt thể lệ chuyển vận đường sông, chia cắt lại đơn vị hành chính, xếp đặt lính tráng bố phòng những đồn bảo trọng yếu, định thưởng, định việc thưởng phạt trong việc khai hoang lập ấp,v.v...Song đáng kể hơn cả là lập được đinh bạ và đia bạ cho mỗi thôn xã ở Nam Kỳ; đối với nhà nước, thì đỡ tình trạng trốn xâu lậu thuế hay lẩn vào bưng biền để "tụ tập khởi loạn"; đối với xã hội thì "bờ cõi đã đúng, kẻ giàu không được bá chiếm, người nghèo đều có tư sản". Cách làm sổ bộ đó khá chính xác. Sau này, người Pháp cai trị thuộc địa cũng rất thán phục, nhất là "địa bạ", có trường hợp, đến đầu thế kỷ 20, họ vẫn lấy đó làm căn cứ để giải quyết các vụ tranh chấp ruộng đất.
Kết quả cụ thể của cuộc kinh lý năm 1836, là tạm thời làm chậm tình trạng phân hóa giai cấp ở nông thôn Nam Kỳ .

### Giúp trị an trong và ngoài nước
Năm Minh Mạng thứ 12 (1831), vua Minh Mạng thăng Trương Đăng Quế lên Thượng thư bộ Binh. Kể từ đó, ông ra sức giúp việc trị an trong và ngoài nước.
Lược kể mấy việc nổi bật theo sử Nguyễn:
- Năm Minh Mạng thứ 14 (1833), Lê Văn Khôi ở Gia Định, Nông Văn Vân ở Cao Bằng cùng khởi binh chống Nguyễn. Thư cáo cấp liên tục gửi về kinh. Bấy giờ "Đăng Quế ngày đêm mưu tính, các việc được đúng khớp, đến sau việc yên. Quế được thưởng gia hàm Thái tử thiếu bảo"...[1]
- Năm 1836, khi nhận trọng trách đi kinh lược Nam Kỳ (1836), song song với việc lập đinh bạ và đia bạ cho mỗi thôn xã, Trương Đăng Quế còn xin và được chấp thuận việc đặt phủ lỵ, đồn bảo ở nơi trọng yếu để "bên trong làm phên che cho Gia Định được vững, bên ngoài làm cho tăng thêm thanh thế của Trấn Tây" (Chân Lạp)[1].
- Cuối năm 1836, thuận theo lời xin của Trương Đăng Quế, vua Minh Mạng sung ông làm Kinh lược sứ Thanh Hóa để tiễu trừ cuộc nổi dậy của Quách Tất Công và Quách Tất Tại. Đến nơi, ông cho quân đóng ở Lang Chánh rồi vừa chiêu an, vừa chia quân xây đánh. Tháng 3 (âm lịch) năm sau (1837), quan binh bắt sống được Quách Tất Tại. Đến tháng 4 (âm lịch), lại bắt sống được hai nhân vật trọng yếu của quân nổi dậy là Lê Duy Hiển (minh chủ) và Hoàng Nguyệt Đồng (quân sư, dọc đường cắn lưỡi chết). Sang khoảng tháng 5 (âm lịch) thì Thanh Hóa được yên, sau khi các viên chỉ huy quân nổi dậy bị bắt hoặc bị diệt gần hết.

Để giữ yên tỉnh Thanh lâu dài, Trương Đăng Quế xin đắp một bảo lớn (gọi là bảo Ninh Lương), đắp đồn ở động Khương Chánh và ở Trịnh Vạn...Ngoài ra, ông còn xin chia động Trịnh Vạn ra làm 2 tổng (Trịnh Vạn và Quân Nhân), đồng thời xin lấy tổng Như Lăng (thuộc huyện Nông Cống) và tổng Luận Khê (thuộc huyện Lôi Dương) làm thành châu Thường Xuân...Tất cả đều được vua y cho .
- Về việc giữ yên đất Chân Lạp và vùng đất biên giới phía Nam, trong sách Đại Nam chính biên liệt truyện có chép lời tâu của Trương Đăng Quế:

Vua (Thiệu Trị) nhân bàn đến việc Trấn Tây (Chân Lạp), Đăng Quế tâu: "Bọn thổ phỉ khởi loạn (ở Chân Lạp), cũng là do quan địa phương xử trí không khéo, không trách (bọn ấy) được...Nay Trấn Tây lui quân, thì Hà Tiên thế cô cần phải giữ được vô sự. Với Quảng Biên ruộng đất tốt màu, là bức tường che của Hà Tiên. Thần trộm nghĩ cho là không nên bỏ...
Năm 1847, trong một sắc của vua Thiệu Trị, những đóng góp của ông về việc này lại được nói đến như sau:
Ta chịu mệnh trời đất Tổ khảo, cai trị nước Đại Nam. Năm trước đất miền Tây (thuộc Nam Kỳ) chưa được mở mang, thường lấy làm thẹn. Năm Ất Tỵ (1845), cất quân đi đánh nước Chân Lạp, dẹp được. Năm Bính Ngọ (1846), ta lên thọ 40 tuổi, đến 30 lần ân dụ ban ra, năm ấy nước Xiêm phục, nước Miên hàng, nộp lễ cống, chầu hầu. Năm nay (1847), tướng quân kéo về, tâu thắng trận, thôi không đi đánh, võ công cáo thành, sai công thần trông nom chế ra ba cổ súng đồng thượng tướng quân, truyền đến con cháu, giữ thứ bảo khí ấy lâu dài, không say mê tửu sắc, nghĩ làm việc mới, noi việc cũ, theo noi mưu mô công liệt, trọng văn tạp võ ức muôn năm làm mạnh nước Đại Nam ta. Vả lại, ngự ban cho cố mệnh lương thần, Thái bảo, Tuy Thạnh bá Trương Đăng Quế, trước kia vâng cố mệnh của tiên đế khi gần băng hà để lại, cùng ta trù tính việc biên cương, rồi thành tựu được võ công, giúp rập đức tốt, thực không phụ ơn tri ngộ. Vậy cho khắc vào cỗ súng thứ nhất.

### Thầy dạy vua Thiệu Trị
Trương Đăng Quế là thầy học của vua Thiệu Trị và một số quý tộc nổi tiếng khác, trong đó có Tùng Thiện Vương và Tuy Lý Vương. Các công chúa như Nguyệt Đình, Huệ Phố, Mai Am..., dù không theo học, nhưng vẫn xưng là học trò ông. 
Đương thời, ông được đông đảo giới trí thức lúc bấy giờ kính trọng về học vấn sâu rộng và nhân cách khiêm nhường .
Về vai trò của một ông quan, trong sách Đại Nam chính biên liệt truyện có đoạn chép về ông như sau:
(Trương Đăng) Quế lúc làm quan, giữ mình khiêm tốn, chính trực, kiến văn nhiều, xử đoán khéo, trải làm quan hơn 40 năm, ngồi ở chức Tể tướng; thế mà ăn mặc giản tiện sơ sài, không khác gì lúc còn chưa làm quan, và lại có tính siêng năng như bộc sạ họ Phòng (tức Phòng Huyền Linh), có mưu trí như Ngụy Công họ Hàn (tức Hàn Kỳ), đã biết thì không điều gì không nói, đã nói thì không có điều gì không nói hết lời. Triều đình lấy làm trọng, các tiên thánh vốn vẫn chọn dùng...Các danh thần lúc bấy giờ, như Tráng liệt bá Nguyễn Tri Phương, mà vua cũng bảo là phong độ không bằng (Trương Đăng) Quế. Sau khi (Trương Đăng) Quế chết, hoàng thượng (Tự Đức) thương nhớ, triều đình lấy làm tiếc. Các hoàng thân, công chúa và sĩ phu trong ngoài đều làm thơ văn câu đối đem đến phúng. Ấy là (Trương Đăng) Quế làm cho người ta cảm mộ đến như thế....
Ghi nhận công lao Trương Đăng Quế, hiện ở quận Gò Vấp thuộc Thành phố Hồ Chí Minh có con đường mang tên ông.

## Thông tin khác

### Liên quan đến việc "phế, lập"
Sau khi vua Thiệu Trị mất (1847), đình thần triều Nguyễn, đứng đầu là Trương Đăng Quế, đã đưa Nguyễn Phúc Hồng Nhậm lên nối ngôi theo di chiếu, lấy niên hiệu là Tự Đức. Việc "phế trưởng, lập thứ" này lập tức gây xôn xao dư luận đương thời. Người ta nghi rằng có sự mờ ám trong việc này và quy cho người gây nên mọi sự chính là Trương Đăng Quế. Từ đó nảy sinh hai nghi vấn:
-Nguyễn Phúc Hồng Nhậm chính là con ruột của đại thần Trương Đăng Quế, được đánh tráo làm con của vua Thiệu Trị, và vị đại thần này đã dùng quyền uy của mình ép nhà vua đưa Hồng Nhậm lên ngai vàng.
-Trương Đăng Quế tư thông với Thái hậu Từ Dũ, sinh ra Hồng Nhậm, nên hai người này đã tìm mọi cách đưa Hồng Nhậm lên kế vị.
Hai luồng dư luận trên, có lẽ, xuất phát từ một loạt các sự kiện liên quan đến việc tranh giành quyền lực giữa hai anh em là Nguyễn Phúc Hồng Bảo (con trưởng nhưng không được nối ngôi) – Nguyễn Phúc Hồng Nhậm, và sự can thiệp của Trương Đăng Quế để bảo vệ ngai vàng của Hồng Nhậm (tức vua Tự Đức), dẫn đến việc Hồng Bảo "nổi loạn" vào năm 1851, bị vua Tự Đức tống giam và chết trong ngục thất vào năm 1854; và việc Đoàn Hữu Trưng cầm đầu "Loạn Chày vôi" vào tháng 9 năm 1866, âm mưu lật đổ vua Tự Đức, đưa con trai của Hồng Bảo là Ưng Đạo lên ngai vàng, nhưng đã bị thất bại. 
Tuy nhiên, cũng có ý kiến phản bác các lời đồn đãi trên, và tìm cách chứng minh sự vô can của Trương Đăng Quế trong việc "phế, lập" của vua Thiệu Trị, và cũng không hề có chuyện dan díu giữa vị Cố mệnh đại thần này với Thái hậu Từ Dũ.
Tuy nhiên, cho đến nay vấn đề "vua Tự Đức là con của ai?" vẫn còn là một nghi vấn .

### Hậu duệ
Đại thần Trương Đăng Quế có năm con trai: 
- Trương Quang Trụ lấy An Mỹ công chúa Huy Nhu (con vua Thiệu Trị), được bổ làm Phò mã Đô uý, tâp phong tước Hầu.
- Trương Quang Đản, làm quan trải đến chức Phụ chính đại thần, Tổng tài Quốc sử quán.
- Trương Văn Để, được bổ làm Chủ sự, dần trải đến chức Tham tri bộ Binh. Năm 1885, ông phò vua Hàm Nghi chạy ra Quảng Trị, nhưng vì bệnh phải ở lại Cam Lộ. Sau vâng ý chỉ của Tam cung đưa xa giá về kinh (Huế), nên theo vua không kịp, rồi ốm chết ở Quảng Trị. Khi Đồng Khánh lên ngôi cho tước hết chức hàm của ông, đến năm Thành Thái thứ hai (1890), nhờ Trương Quang Đản dâng sớ kêu oan, nhà vua mới cho khai phục nguyên hàm.
- Trương Quang Du, được bổ làm Hàn lâm viện Biên tu, rồi Thương viện tỉnh vụ Quảng Ngãi.
- Trương Quang Duyệt, được bổ làm Hàn lâm Cung phụng.

Trong số cháu của Trương Đăng Quế, có Trương Quang Chử (con của phò mã Quang Trụ với thứ thất) cũng lấy một công chúa con vua Dục Đức, là Phúc Lâm Công chúa Nhàn Gia; và Trương Đăng Trình, là người thi đỗ Tiến sĩ "đầu tiên" của tỉnh Quảng Ngãi.

## Thơ Trương Đăng Quế
| Đầu năm 1836, Trương Đăng Quế nhận lệnh vua đi kinh lược xứ Nam Kỳ. Trước cảnh hoang tàn của thành Phiên An, cảm xúc ông làm bài thơ: Đăng nguyên Phiên An thành hữu cảm (Cảm xúc khi lên thành Phiên An cũ) Dịch nghĩa: Trải xem chiến trường mà xót xa, Một khối thành vững chắc đã gây nên mầm họa. Nhân dân bỗng dưng gặp phải kiếp nạn, Tướng sĩ chinh chiến dãi dầu gió bụi. Tường đổ vách tan phá làm bờ lũy, Kích gãy thương hư chất lại thành đống. Đáng giận kẻ bề tôi tầm thường đã làm điều sai lầm cho nước, Nhớ lại việc đã qua, mấy phen ngậm ngùi. (Trương Quảng Khê thi tập) | Một người bạn thân đi vào Nam để lo việc chống ngăn quân Pháp, Trương Đăng Quế làm thơ tiễn, đồng thời gửi gắm tình ý qua bài: Tống Gia Định Phương Bá Huỳnh Kiện Trai (Tiễn đưa Gia Định Phương Bá Huỳnh Kiện Trai) Dịch nghĩa: Ông với tôi kết giao đã ba mươi năm nay, chúa cũng biết, Một đời ông ngay thẳng nên được mọi người tôn trọng. Nay ông đi vào Nam, tôi làm thơ giãi bày nỗi buồn mùa thu, Đông Phố đang lúc thiết tha mong đợi cảnh thịnh trị. Nơi đó đất ruộng rất màu mỡ, việc cày bừa gieo trong thuận lợi, Nhưng nhân dân vừa trải qua nạn binh lửa, ông nên vỗ về họ. Chính tôi từng đặt bước tới đó để liệu biện công việc, Và thấy nơi đấy phảng phất như cảnh Đào nguyên. (Trương Quảng Khê thi tập) |

## Tôn vinh
Năm 1876 (Tự Đức thứ 28) nhà vua cho phối thờ ông trong Thế miếu, nơi thờ phụng các vua nhà Nguyễn và phối thờ các đại công thần. Ngày nay, nhiều địa phương ở Quảng Ngãi, Thành phố Hồ Chí Minh cũng lấy tên ông đặt cho các tuyến đường nội thị trọng yếu. Nhà thờ và lăng mộ Trương Đăng Quế được xây dựng tại làng Mỹ Khê Tây, huyện Bình Sơn, nay thuộc xã Tịnh Khê, huyện Sơn Tịnh, tỉnh Quảng Ngãi. Ở thị trấn Lang Chánh (Thanh Hóa) cũng có con đường mang tên Bảo Ninh Lương, là bảo do ông cho người đắp.
Trương Đăng Quế được hậu thế tôn vinh tại di tích nhà thờ họ Trương Việt Nam thuộc phường Ninh Mỹ, thành phố Hoa Lư, Ninh Bình. Đền Trương là nơi thờ những người họ Trương đã khuất tại ban thờ công đồng, trong hậu cung có tượng thờ Ngọc Hoàng Thượng đế (Trương Hữu Nhân) và 14 danh nhân họ Trương tiêu biểu nhất thời phong kiến ở 3 miền Việt Nam gồm: Ban văn thờ Thái phó Trương Hán Siêu, Trạng nguyên Trương Hanh, Trạng nguyên Trương Xán, Thượng thư Trương Công Giai, Thái sư Trương Đăng Quế, Đông các đại học sĩ Trương Quốc Dụng, Thượng thư Trương Công Hy. Ban võ thờ Tướng Trương Hống, Tướng Trương Hát, Tướng Trương Nữu, Tăng lục võ sư Trương Ma Ni, Tướng Trương Chiến, Đại tướng quân Trương Minh Giảng và Anh hùng Trương Công Định.

## Trong văn hoá đại chúng
| Năm  | Tác Phẩm        | Diễn Viên     | Nhân Vật        |
| 2020 | 《Phượng khấu》 | Huỳnh Kiến An | Trương Đăng Quế |

## Sách tham khảo
- Quốc sử quán triều Nguyễn (Cao Xuân Dục làm Tổng tài), Đại Nam chính biên liệt truyện (bản dịch). Nhà xuất bản Văn học, 2004.
- Quốc sử quán triều Nguyễn (Cao Xuân Dục làm Tổng tài), Quốc triều sử toát yếu (bản dịch). Nhà xuất bản Văn học, 2002.
- Nguyễn Đình Đầu, phần Địa lý lịch sử thành phố trong Địa chí văn hóa Thành phố Hồ Chí Minh (Tập I). Nhà xuất bản Thành phố Hồ Chí Minh, 1987.
- Phạm Văn Sơn, Việt sử tân biên (Quyển 5, Tập Thượng),Sài Gòn, 1962.
- Quách Thị Thu Hiền, mục từ "Trương Đăng Quế" trong Từ điển văn học (bộ mới). Nhà xuất bản Thế giới, 2004.